# SN 1999bn
SN 1999bn – supernowa typu Ia odkryta 17 marca 1999 roku w galaktyce A115700-1126. W momencie odkrycia miała maksymalną jasność 19,60m.